# لواء البادية الشمالية الغربية
لواء البادية الشمالية الغربية لواء يقع في محافظة المفرق في الأردن. يتبع اللواء لمحافظة محافظة المفرق التي تضم 4 ألوية. يقدر عدد سكانه بـ 247031 نسمة حسب إحصاء 2015.  يتكون لواء البادية الشمالية الغربية من ثلاثة أقضية بالإضافة إلى مركز اللواء (قضاء الرابع).

## التقسيم الإداري
| قضاء البادية الشمالية الغربية | - الزعتري - الباعج - أم السرب - المنصورة - الزبيدية - النهضة - منشية السلطة - المفردات - حويجة - روضة الرويعي - الفحيلية - المشرف - روضة أبو الهيال - صره - مخيم الزعتري |

| قضاء سما السرحان | - سما السرحان - مغير السرحان - رباع السرحان - جابر السرحان - منشية الكعيبر - سميا السرحان - زملة الطرفي - المطلة - الحرفوشية |

| قضاء حوشا | - حوشا - الحمراء - فاع - الحرش - بريقا - الأكيدر - الخناصري - السويلمه - المشيرفه - الدندنية - الدرزية |

| قضاء الخالدية | - الخالدية الجديدة - المبروكة - المشرفة - الخالدية القديمة |

## الوصلات الخارجية
- دائرة الاحصاءات العامة